# ضلعه
ضلعه (به عربی: الضلعة) یک شهرداری در الجزایر است که در استان ام‌البواقی واقع شده‌است.